# Eivind Henriksen
Pour les articles homonymes, voir Henriksen.
Eivind Henriksen (né le 14 septembre 1990 à Oslo) est un athlète norvégien, spécialiste du lancer du marteau. Il est notamment vice-champion olympique en 2021 à Tokyo et médaillé de bronze mondial en 2022 à Eugene.

## Biographie
Lors des Jeux olympiques de Londres, Eivind Henriksen échoue de peu à entrer dans les 12 finalistes lors des qualifications (13e). Le 7 août 2018, il porte son record personnel à 76,86 m lors des championnats d’Europe à Berlin, terminant 5e de la finale du marteau.
Il se classe 6e des championnats du monde 2019 à Doha.
Aux Jeux Olympiques de Tokyo en août 2021, Henriksen bat son record personnel avec un jet à 81,58 m et décroche la médaille d'argent derrière le Polonais Wojciech Nowicki (82,52 m).
Le 16 juillet 2022, le Norvégien remporte la médaille de bronze des Championnats du monde d'athlétisme à Eugene avec un lancer à 80,87 m, s'inclinant devant les Polonais Paweł Fajdek et Wojciech Nowicki. Un mois plus tard, lors des championnats d'Europe organisés à Munich, il monte à nouveau sur la troisième marche du podium avec un jet à 79,45 m, derrière Nowicki et le Hongrois Bence Halasz.

## Palmarès
| Date | Compétition           | Lieu     | Résultat | Marque  |
| ---- | --------------------- | -------- | -------- | ------- |
| 2018 | Championnats d'Europe | Berlin   | 5e       | 76,86 m |
| 2019 | Championnats du monde | Doha     | 6e       | 77,38 m |
| 2021 | Jeux olympiques       | Tokyo    | 2e       | 81,58 m |
| 2022 | Championnats du monde | Eugene   | 3e       | 80,87 m |
| 2022 | Championnats d'Europe | Munich   | 3e       | 79,45 m |
| 2023 | Championnats du monde | Budapest | 7e       | 77,06 m |
| 2024 | Jeux olympiques       | Paris    | 4e       | 79,18 m |

## Records
| Épreuve | Performance  | Lieu  | Date        |
| ------- | ------------ | ----- | ----------- |
| Marteau | 81,58 m (NR) | Tokyo | 4 août 2021 |